# Calle de la Cabritería
La calle de la Cabritería es una vía pública de la ciudad española de Segovia.

## Descripción
La vía, de título de origen gremial, conformaba con la de la Nevería, la del Malcocinado —estas dos ahora una sola, la del Cronista Lecea— y la de la Herrería el conjunto conocido popularmente como «las Cuatro Calles». En la actualidad, discurre desde la de la Herrería —a la altura del cruce con la del Cronista Lecea— hasta la plaza de la Trinidad, donde confluye también con las calles de Capuchinos Alta y de Valdeláguila. Pasa junto a la plaza del Potro, donde otrora concluía, cuando era aun más escueta. Aparece descrita en Las calles de Segovia (1918) de Mariano Sáez y Romero con las siguientes palabras:

Cabritería.—Va desde la calle de la Herrería a la plazuela del Potro. Constitúyela con las de Malcocinado, Nevería y Herrería, el pasaje de Segovia llamado Cuatro Calles. Es uno de los sitios típicos de la Ciudad. Estas cuatro calles son estrechas, de casas viejas con mucho vecindario y dedicadas sin exclusión, a la venta de artículos de inmediato consumo, carnicerías, pescaderías, fruterías, tabernas, figones, panaderías, buñolerías, alguna posada, alguna barbería y así, tiendas por el estilo. Son de constante tránsito, siempre impedido por estar ocupadas por mercaderes y labriegos, obstruyendo el paso continuamente y reinando en ellas la animación y el bullicio propios de los sitios y puestos de venta al menudeo de artículos de comer. En esta calle que reseñamos hay y ha habido algunos figones, llamados también pastelerías, en que se sirven raciones de cuartos de asado, de cabritos tiernos y sabrosos, tan codiciados por los aldeanos, viéndose en sus puertas colgados cabritos enteros con piel y desollados, y dispuestos a ser descuartizados y servidos a los parroquianos. De aquí el nombre dado a la calle de Cabritería.
(Sáez y Romero, 1918, p. 22)

En Guía y plano de Segovia (1906), obra de Félix Gila y Fidalgo, se menciona lo siguiente:

De la Plaza Mayor, en el ángulo formado por la iglesia de San Miguel y una arquería en espectación de destino, sale una calle estrecha, de casas pequeñas, portales dedicados á la venta de carnes, pescados y frutas, la del Malcocinado, que forma una encrucijada con las de la Nevería, Cabritería y Herrería, sitio que se llama vulgarmente las Cuatro calles.
(Gila y Fidalgo, 1906, p. 214)